# Lacrymosa
"Lacrymosa" é uma canção gravada pela banda americana de rock Evanescence para seu segundo álbum, The Open Door (2006). A canção foi composta por Amy Lee e Terry Balsamo e produzida por Dave Fortman. "Lacrymosa" incorpora o  Lacrimosa seqüência a partir de Mozart Requiem (1791) durante a música e Lee disse que sua principal inspiração é o filme Amadeus. A canção utiliza gêneros de metal alternativo para o rock gótico e pós-grunge. Situada em ritmo lento, foi originalmente escrita na chave de D-menor, mas Lee e Balsamo transpuseram-na em E menor.

## Recepção crítica
"Lacrymosa" recebeu críticas positivas para comentários mistos de críticos de música. Ed Thompson do IGN chamou "Lacrymosa" a "faixa mais memorável" em todo o álbum. Don Kaye do site Blabbermouth.net disse que, enquanto a música era um "experimento interessante", surgiu "mais como uma facada na arte com suas cordas e coros do que uma música real". Danielle Baudhuin do Oshkosh West Index afirmou que Lacrymosa é uma das músicas do álbum onde os "espantosos vocais clássicos de Lee são exibidos". Um editor do The New York Times disse que a canção é grandiosa, "mesmo para os padrões do álbum". Sputnikmusic disse que a música é a melhor do álbum e deu uma nota de 4.5, juntamente com "Good Enough", acrescentando que, nas duas últimas músicas, o álbum para de ser chato por causa da variação musical.